# IC 3989
IC 3989 је појединачна звијезда у сазвјежђу Ловачки пси која се налази на листи објеката дубоког неба у Индекс каталогу.
Деклинација објекта је + 36° 45' 25" а ректасцензија 12h 59m 28,8s.